# Damián González Bertolino
Damián González Bertolino (Punta del Este, 1980) es un escritor uruguayo.

## Carrera
González Bertolino nació y se crio en el barrio Kennedy en Punta del Este. Desde 2002 es maestro universitario de literatura. En 2009 obtuvo el Gran Premio del XVI Premio Nacional de Narrativa '"Narradores de la Banda Oriental" por su obra El increíble Springer. También ha publicado colecciones de relatos como Los alienados (2009) y Standard (2012), además de un ensayo titulado A quién le cantan las sirenas (2013). En 2019 publicó Herodes, su más reciente novela.
En 2017 fue incluido en la lista Bogota39, que destaca a los escritores más importantes de Latinoamérica menores de 39 años.